# Navas de Riofrío
Navas de Riofrío – gmina w Hiszpanii, w prowincji Segowia, w Kastylii i León, o powierzchni 14,86 km². W 2011 roku gmina liczyła 423 mieszkańców.